# Chinów
Chinów (prononcé en polonais : [ˈxinuf]) est un village polonais de la gmina de Kozienice dans la powiat de Kozienice de la voïvodie de Mazovie dans le centre-est de la Pologne.
Il se situe à environ 7 kilomètres au nord-ouest de Kozienice (siège de la powiat) et à 75 kilomètres au sud-est de Varsovie (capitale de la Pologne).

## Histoire
De 1975 à 1998, le village appartenait administrativement à la voïvodie de Radom.